# Kye Yong-muk
Kye Yong-muk (* 8. September 1904 in Sŏnch'ŏn, P’yŏngan-pukto, damaliges Korea, heutiges Nordkorea; † 9. August 1961) war ein südkoreanischer Schriftsteller.

## Leben
Kye Yong-muk wurde am 8. September 1904 unter dem Namen Ha T’ae-yong (kor. 하태용) in Sŏnch'ŏn geboren. Er studierte Orientalistik an der Tōyō-Universität in Japan. Er debütierte mit dem Gedicht Das Verschwinden der Schreibschule (글방이 깨어져), welches 1920 in der Jugendzeitschrift Saesori (새소리) veröffentlicht wurde. Seit der Veröffentlichung von Herr Choi (최서방) wendete er sich jedoch forthin dem Verfassen von Kurzgeschichten zu.
Im August 1943 wurde er der mangelnden Ehrerbietung des japanischen Kaisers angeklagt und für schuldig befunden. In dem ideologischen Streit, der nach der Unabhängigkeit Koreas von Japan 1945 in der koreanischen Literaturwelt ausbrach, war er deshalb stets bemüht, eine möglichst unparteiische Haltung einzunehmen. Er verstarb am 9. August 1961.
Seine frühen Werke wie z. B. Herr Choi oder Der Gutsbesitzer mit menschlichen Eigenschaften (인두지주, 人頭蜘蛛) sind von sozialistischen Gedanken beeinflusst. Beide beschreiben die Misere von Pächtern, die von ihren boshaften Grundherrn ausgenutzt werden.
Als Kye jedoch nach einer Auszeit wieder in die literarische Welt zurückkehrte, verfolgte er seine Themen nicht mehr aus einer linksgerichteten Perspektive. Sein Werk Adada, die Idiotin (백치아다다), welches 1935 veröffentlicht wurde, zeigt deutliche Anzeichen für diesen Wechsel auf. Das Werk beschreibt die Geschichte einer geistig behinderten Frau und kritisiert die zeitgenössischen gesellschaftlichen Sitten. In späteren Werken konzentriert er sich dann immer mehr auf die Schreibkunst und appelliert an die Mystik und komplexe Symboliken. Das Verlangen nach materiellem Besitz sieht er auch weiterhin als die Wurzel vielen Übels an, doch um zu überleben, haben jedoch viele seiner Charaktere keine andere Wahl, als sich diesem Verlangen hinzugeben.

## Arbeiten

### Koreanisch
- 인두지주 Der Gutsbesitzer mit menschlichen Eigenschaften (1928)
- 백치 아다다 Adada, die Idiotin (1935)
- 목가 Pastorale (1935)
- 장벽 Die Barrikade (1936)
- 병풍에 그린 닭이 Das Huhn auf dem Wandschirm (1936)
- 오리알 Das Entenei (1936)
- 청춘도 (靑春圖) Das Bild der Jugend (1938)
- 마부 Der Fuhrmann (1939)
- 신기루 Fata Morgana (1940)
- 별을 헨다 Sterne zählen (1946)

### Übersetzungen

#### Deutsch
- Koreanische Literatur – Ausgewählte Erzählungen, Band 2 Moderne, Bouvier (1986)
- Moderne koreanische Erzählungen, Institut für koreanische Kultur (1984)